# Houbunsha
Houbunsha (яп. 株式会社 芳文社 кабусики-гайся хо:бунся) — японское издательство, специализирующееся на публикации книг, журналов развлекательной тематики и манги (японских комиксов). Компания возникла 10 июля 1950 года. Её возглавляет Хисаси Котобуки (яп. 壽尚志).

## Журналы

### Manga TIMES
- Shuukan Manga TIMES (週刊漫画TIMES)
- Shuman Special (週漫スペシャル)

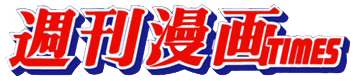
Логотип журнала Shuukan Manga TIMES

- Bessatsu Shuman Special (別冊週漫スペシャル)

### Hana Oto
Hana Oto (花音) — журнал яой-манги.

### Manga Home
Manga Home (яп. まんがホーム манга хо:му) — японский ежемесячный журнал ёнкомы, выпускаемый с декабря 1987 года. Выходит 2 числа каждого месяца. Известен публикацией на краях страниц вдохновенных сообщений о семейных ценностях и большим количеством манги о мужьях и женах, о доме, семье и т. п. С годами Manga Home сохранил довольно консервативный стиль и верность тематике, что позволило ему оставаться популярным все это время. С декабря 1988 по июль 1997 года в журнале велась рубрика «Новые художницы из мира ёнкомы», представившая множество популярных в будущем авторов: Мэгуми Нандзаву, Тинацу Томобини, Нобару Нонаку, Нинико Нитту, Моэко Нариту, Юкари Томинагу, Аой Моримуру, Маю Коикэду и Рёдзи Сэкинэ.

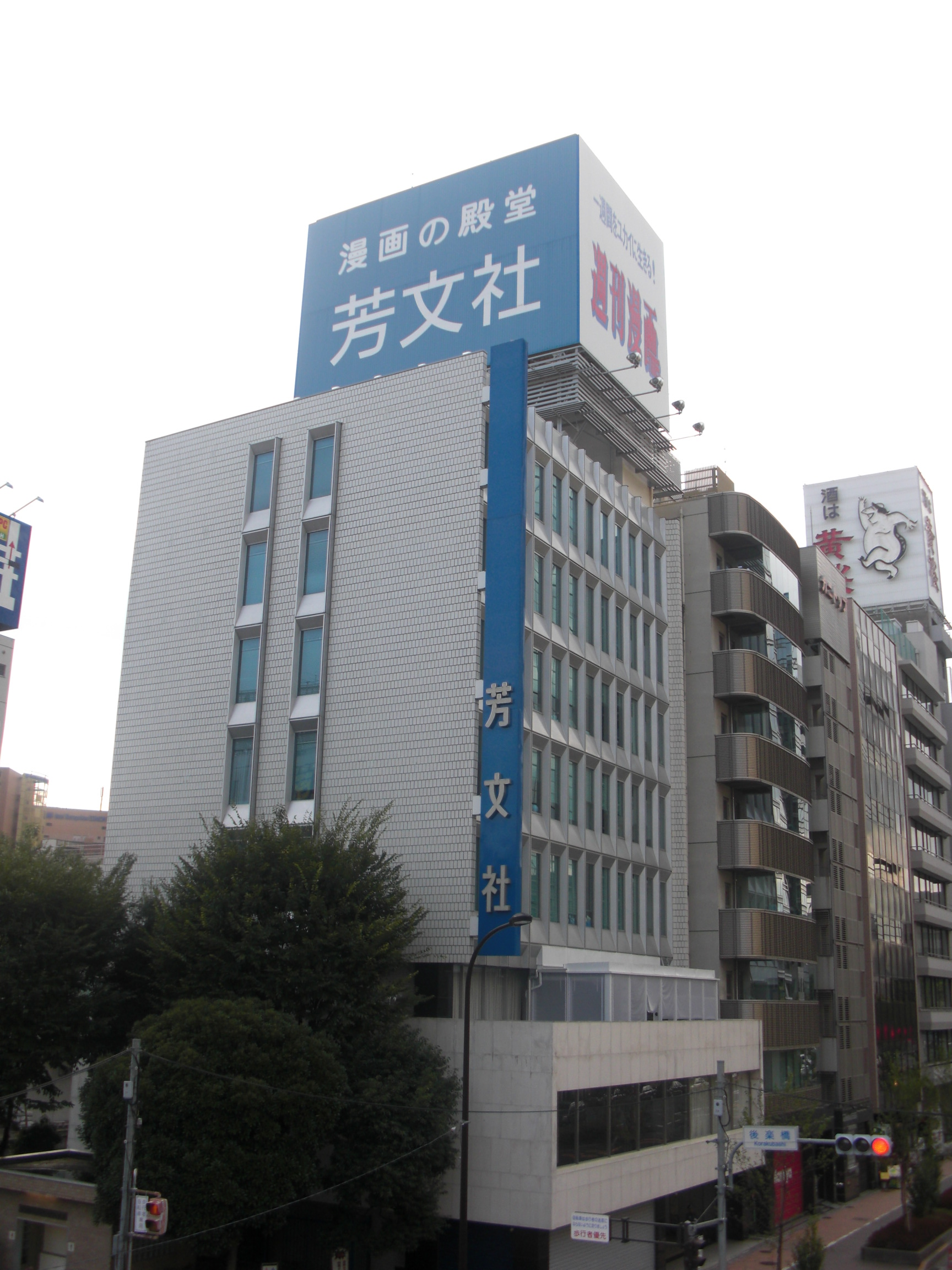
Центральный офис издательства в Токио

Также в журнале выходили или выходят такие работы, как Fuufu na Seikatsu (夫婦な生活) Руи Охаси, Raika Days (らいか・デイズ) Мунко, Instant Angel Tenko-sama ga Kuru! (インスタントエンジェル天子様が来る!) Томоко Андо, Sakuranbo (さくらんぼ。) Нодзоми Ёсихары, Marchen Tousan (メルヘン父さん) Микико Ёсиды, Uchi no Hahaoya Matta Nashi (うちの母親待ったなし) Юмико Акиёси, Pretty Mama ga Rival! (プリティ・ママがライバル!) Микико Ёсиды, Boku no Kanojo wa Waitress (ぼくの彼女はウエートレス) Наоки Сигэно, Onegai Asakura-san (おねがい朝倉さん) Уины Киномото, Mio Nikki (みおにっき) Черри Араи.

### Manga Time
Другие журналы из линейки Manga Time: Manga Time Family (まんがタイムファミリー), Manga Time Original (まんがタイムオリジナル), Manga Time Jumbo (まんがタイムジャンボ), Manga Time Special (まんがタイムスペシャル), моэ-журналы Manga Time Kirara (まんがタイムきらら) и Manga Time Lovely (まんがタイムLovely), Manga Time Kirara MAX (まんがタイムきららMAX), Manga Time Kirara Carat (まんがタイムきららCarat), Manga Time Kirara Forward (まんがタイムきららフォワード), Comic Yell! (コミックエール!).